# 日本タイムズ
日本タイムズ（にっぽんタイムズ）は東京都に本社を置く日本タイムズ社が発行する新聞。2016年3月までの旧称は四国タイムズ。

## 概要
「郷土香川を愛するが故にあえて苦言を呈す・真実を強烈に報道する正義のローカル新聞紙」を標榜しており、大手地元マスメディアが取り上げない香川県警・政界、財界の腐敗、暴力団との癒着など、報道を行う上で一般的に「タブー」とされる分野を扱っている（報道におけるタブーを参照）。

## 沿革
- 1992年（平成4年）1月 - 株式会社四国タイムズ社を設立　紙面媒体「四国タイムズ」を創刊

- 2002年（平成14年）4月 - 四国タイムズホームページを開設[2]。

- 2016年（平成16年）4月 - 日本タイムズホームページを開設　社名を株式会社日本タイムズ社に変更。

## 発行
毎月5日を発行日とする月刊紙である。紙面による年間定期購読のほか、発行日から2週間後には同じ内容が同社の公式ウェブサイト上で無料掲載される。年間定期購読料は6000円。

## 本社
〒100-0014　東京都千代田区永田町2丁目17-5　ローレル永田町316号